# ثائرة غازي
ثائرة عقرباوي هي كاتبة، وروائية أردنية ولدت في الكويت لأبوين فلسطينيين نزحا بعد النكسة إلى الأردن ثم الكويت واستقرا في النهاية في الأردن منذ عام 1990، درست الأدب الإنجليزي، وهي حاصلة على جائزة كتارا للرواية العربية عام 2018 في فئة الرواية الغير منشورة عن روايتها «هاجر - فلسطين، الكويت، وبعد» التي طبعت بعد ذلك، وترجمت إلى اللغة الإنجليزية، وتغوص الرواية في تجربة التغريبة الفلسطينية، والنزوح الإجباري للفلسطينيين عقب نكسة 1967.

## أعمالها ومؤلفاتها
كتبت ثائرة عقرباوي العديد من المؤلفات التي تنوعت بين القصص القصيرة، والرواية الطويلة، ومنها:
- المناطير: صدرت عام 2016 عن مؤسسة الدوسري للثقافة والإبداع في الكويت.[3]
- هاجر - فلسطين، الكويت، وبعد: صدرت عام 2019 عن دار كتارا للنشر، وترجمت إلى اللغة الإنجليزية.[1][4]

## الجوائز
حصلت ثائرة عقرباوي على عدد من الجوائز الأدبية، ومنها:
- جائزة كتارا للرواية العربية في دورتها الرابعة عام 2018 في فئة الرواية الغير المنشورة عن روايتها «هاجر - فلسطين، الكويت، وبعد».[5][6]